# OCZ Technology

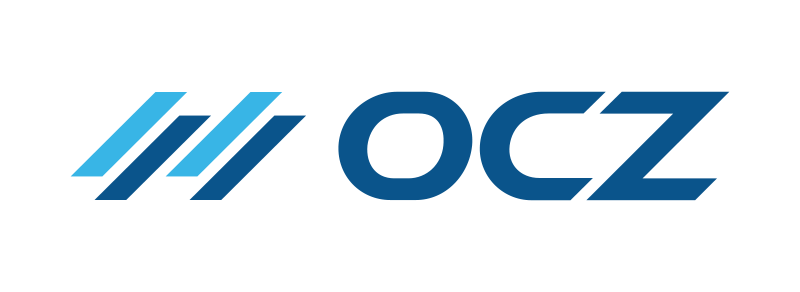
Logo della OCZ

OCZ Technology con sede in California, a Sunnyvale, è stato un produttore di hardware per pc, in particolare produceva memorie RAM e flash, dischi ssd, alimentatori, ventole, e dall'aprile 2008 anche notebook. Da quando nell'agosto del 2000 è entrata nel mercato delle memorie ha posto primariamente i suoi prodotti al mercato dell'hardware per computer. È famosa per l'alto margine di overclock dei suoi prodotti, in particolare delle memorie RAM, capaci di scendere a latenze impensabili per i concorrenti. 
Il 25 novembre 2013 dichiara bancarotta e successivamente il 21 gennaio 2014 viene acquisita dalla Toshiba Corporation, che lanciata la nuova sussidiaria denominata OCZ Storage Solutions.